# 阿萊干尼造山運動
，产生了阿巴拉契亚山脉。这次运动产生了褶皱和断层，以及岩石的变质。它被认为是晚古生代时期形成盘古大陆的过程中，冈瓦纳古陆的非洲部分碰撞劳亚古陆的北美洲部分造成的。
这场造山运动形成的山脉的高度堪比喜马拉雅山脉。随后数亿年的侵蚀过程形成了如今的阿巴拉契亚山系。

石炭纪时Hercynian/Variscan/阿勒格尼山系的位置。大图标为造山运动连接的大陆，现代海岸线标为灰色，缝合带为红色。

（Alleghenian Orogeny）是形成阿巴拉契亚山脉（即蓝岭山脉）及西南部平行的阿勒格尼山脉-坎伯兰山脉的造山运动之一，是3.25亿年前至2.6亿年前，古生代晚期石炭纪的一次北美大陆东部的造山运动。
阿勒格尼造山运动在石炭纪到二叠纪期间至少经历了5次变形事件。造山运动由非洲与北美洲大陆的碰撞引起，当时北美洲还是欧美超大陆的一部分，非洲是冈瓦纳大陆的一部分。碰撞形成了盘古大陆，包含了所有主要的大陆，引发了造山运动：其对今日美国东岸施加了巨大压力，形成一条宽阔高大的山系。阿勒格尼造山运动的整局在地表绵延上千公里，从亚拉巴马州延伸到新泽西州，在地表下还能接着追溯；在北部，阿勒格尼山脉变形并向东北延伸到纽芬兰岛。随后的侵蚀使山系海拔降低，沉积物向东西扩散。

## 大陆碰撞

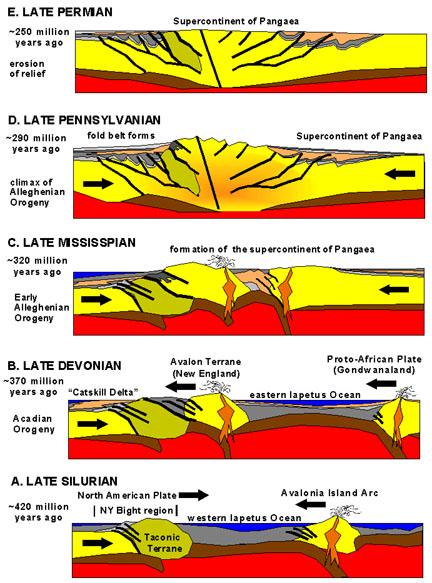
阿勒格尼造山运动是3次独立的大陆碰撞的结果。USGS

大陆碰撞涉及的巨大区域、造山运动的漫长时间及已知沉积物、火成岩厚度都证明，在造山过程的顶峰，阿巴拉契亚山脉可能达到与阿尔卑斯山脉、落基山脉相似的海拔。
大陆相撞时挤压夹在中间的岩石，被迫向上移动。北美大陆东缘的岩石被挤向内陆，非洲大陆边缘的岩石被挤向相反的方向，形成了摩洛哥和西撒哈拉的阿特拉斯山脉。在碰撞边界附近，构造应力使得岩石变质（使火成岩和沉积岩变为变质岩）。
阿巴拉契亚盆地东部的沉积岩被挤压成与应力垂直的巨大褶皱。与造山运动相关的最大变形出现在南阿巴拉契亚地区（北卡罗莱纳州、田纳西州、弗吉尼亚州和西弗吉尼亚州），除了褶皱之外还形成一系列断层。随着两大陆相撞，以逆断层为界的大型岩带层层堆叠，将北卡罗莱纳州和田纳西州的北美东缘地壳缩短了320km之多。褶皱带向北穿过宾夕法尼亚州，在纽约州边界附近逐渐消失。新泽西州西北部的奇塔提尼山标志着高地山脊的最东北端。造山变形对岭谷地带以东的影响肯定更激烈，但保留下的证据很少：东部沿海地区缺乏密西西比世、宾夕法尼亚世和二叠纪岩层。

## 后续侵蚀

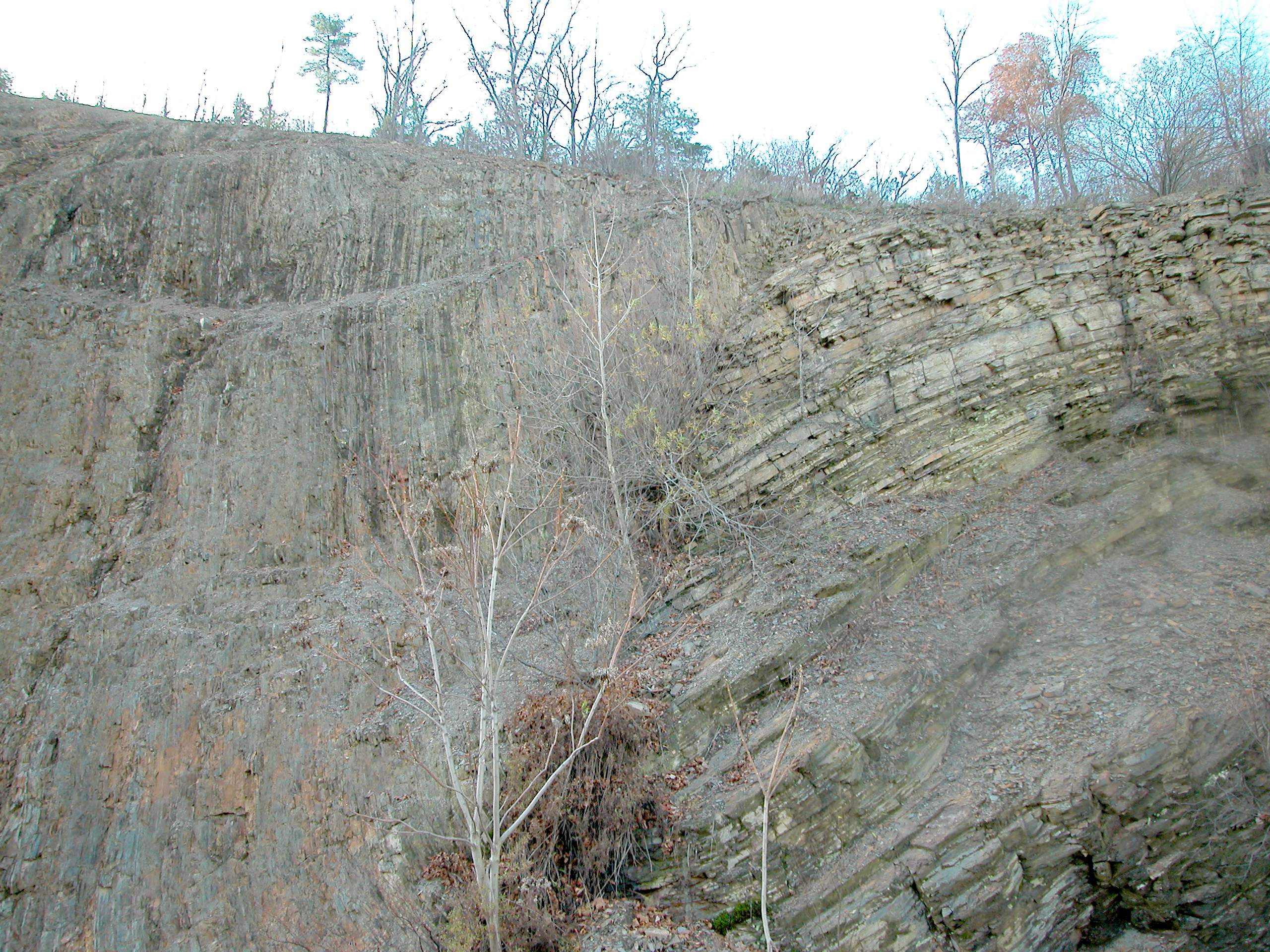
阿勒格尼与真阿巴拉契亚山脉分界线上的主断层（威廉斯波特 (宾夕法尼亚州)）

中生代和古生代晚期，阿勒格尼造山运动形成的山脉曾崎岖高耸，但到现代已被侵蚀得只剩下一小部分：皮埃蒙特丘陵。沉积物向东延伸为沿海平原和部分大陆架，因此沿海平原和皮埃蒙特丘陵主要是1.5亿年来漫长的侵蚀作用的结果。向西的沉积物形成了阿勒格尼高原和坎伯兰高原，居民有时称它们为山脉，但更确切地说，是抬升后被侵蚀了的切割高原。
当盘古大陆解体、大西洋开始形成，阿勒格尼山系的一部分留在非洲大陆上，形成了如今摩洛哥的小阿特拉斯山脉。小阿特拉斯山脉在较近时期经历了地质抬升，如今比阿勒格尼山系的其余部分崎岖得多。